# Buczyna Szprotawsko-Piotrowicka
Buczyna Szprotawsko-Piotrowicka este o arie protejată (sit de importanță comunitară — SCI) din Polonia întinsă pe o suprafață de 1.423,3 ha, integral pe uscat.

## Localizare
Centrul sitului Buczyna Szprotawsko-Piotrowicka este situat la coordonatele 51°30′31″N 15°40′40″E / 51.5085°N 15.6777°E.

## Înființare
Situl Buczyna Szprotawsko-Piotrowicka a fost declarat sit de importanță comunitară în septembrie 2006 pentru a proteja 6 specii de animale.

## Biodiversitate
Situată în ecoregiunea continentală, aria protejată conține 8 habitate naturale: Mlaștini turboase de tranziție și turbării mișcătoare, Mlaștini alcaline, Păduri de fag Luzulo-Fagetum, Păduri de fag Asperulo-Fagetum, Păduri de stejar și carpen Galio-Carpinetum, Păduri acidofile de stejar bătrân cu Quercus robur pe câmpii nisipoase, Păduri aluvionare cu Alnus glutinosa și Fraxinus excelsior (Alno-Padion, Alnion incanae, Salicion albae), Pajiști cu Molinia pe soluri calcaroase, turboase sau argilos-nămoloase (Molinion caeruleae).
La baza desemnării sitului se află mai multe specii protejate:
- amfibieni (2): buhai de baltă cu burta roșie (Bombina bombina), triton cu creastă (Triturus cristatus)
- mamifere (2): lupul (Canis lupus), castor (Castor fiber)
- nevertebrate (2): rădașcă (Lucanus cervus), Osmoderma eremita